# 壁宿增三
飛馬座78，又名BD+28 4627，HD 222842、SAO 91457、HR 8997，是飛馬座的一颗恒星，视星等为4.93，位于銀經105.73，銀緯-31.25，其B1900.0坐标为赤經23h 38m 57.5s，赤緯+28° -31.25′ 27″。